# Совет при Высочайшем дворе
Сове́т при Высоча́йшем дворе́ — высшее совещательное учреждение при императорской особе.

## История деятельности и значение
Был создан 17 (28) ноября 1768 года Екатериной II как чрезвычайный орган для обсуждения вопросов, связанных с ведением войны с Османской империей. Первоначально собирался нерегулярно, после издания 17 (28) января 1769 года специального указа — 1—2 раза в неделю.
После заключения Кючук-Кайнарджийского мира основания для работы Совета прекратились, но он продолжал действовать как совещательное учреждение не только по вопросам военной и внешней, но и внутренней политики (среди прочих на нём были заслушаны вопросы реформы системы местного управления и сословного устройства, мероприятия по подавлению Пугачёвского бунта). При Павле I Совет утратил какое-либо значение, а в конце 1800 года прекратил заседания. Был упразднён 26 марта (7 апреля) 1801 года Александром I.
Являлся совещательным органом, не имевшим установленных полномочий и осуществлявшим делопроизводство через личных кабинет-секретарей императрицы (императора). Все выработанные Советом предложения в случае их принятия оформлялись в виде указов и манифестов государя.

## Первоначальный состав Совета
При образовании Совета при Высочайшем дворе в его состав вошли:
- генерал-прокурор сената, князь Александр Алексеевич Вяземский (вышел в отставку в 1792 году);
- вице-канцлер, князь Александр Михайлович Голицын (вышел в отставку в 1778 году);
- генерал-аншеф, князь Александр Михайлович Голицын (скончался в 1783 году);
- генерал-адъютант, граф Григорий Григорьевич Орлов (скончался в 1783 году);
- действительный тайный советник, президент Коллегии иностранных дел, граф Никита Иванович Панин (скончался в 1783 году);
- генерал-аншеф, граф Пётр Иванович Панин (по болезни отошёл от дел в 1775 году);
- генерал-фельдмаршал, президент Императорской Академии наук и художеств, граф Кирилл Григорьевич Разумовский (отошёл от дел в начале 1770-х годов);
- генерал-аншеф, президент Военной коллегии, граф Захарий Григорьевич Чернышёв (скончался в 1784 году).

## Последующее введение в состав Совета
В последующие годы в состав Совета были введены новые лица:
В 1770 году в Совет вошёл генерал-аншеф, вице-президент Адмиралтейств-коллегии, граф Иван Григорьевич Чернышёв (скончался в 1797 году).
В 1771 году в Совет вошёл генерал-аншеф, главнокомандующий в столичном городе Москве, князь Михаил Никитич Волконский (вышел в отставку в 1780 году).
В 1774 году в Совет вошёл генерал-адъютант, губернатор Новороссийской губернии Григорий Александрович Потёмкин (скончался в 1791 году).
В 1775 году в Совет вошли:
- вице-канцлер, граф Иван Андреевич Остерман (вышел в отставку в 1797 году);
- генерал-фельдмаршал, губернатор Слободско-Украинской губернии, граф Пётр Александрович Румянцев-Задунайский (отошёл от дел в 1789 году).

В 1786 году в Совет вошёл старший член Коллегии иностранных дел, граф Александр Андреевич Безбородко (скончался в 1799 году).
В 1787 году в Совет вошли:
- генерал-аншеф, главнокомандующий в Санкт-Петербурге и Санкт-Петербургской губернии, граф Яков Александрович Брюс (скончался в 1791 году);
- граф Александр Романович Воронцов (вышел в отставку в 1794 году);
- генерал-майор, кабинет-секретарь Пётр Васильевич Завадовский;
- генерал-поручик, граф Валентин Платонович Мусин-Пушкин;
- генерал-адъютант, воспитатель великих князей Александра Павловича и Константина Павловича Николай Иванович Салтыков;
- кабинет-секретарь Степан Фёдорович Стрекалов;
- Санкт-Петербургский губернский предводитель дворянства, граф Андрей Петрович Шувалов (скончался в 1789 году).

В 1792 году в Совет вошёл генерал-прокурор сената Александр Николаевич Самойлов.